# Campeonato Argentino M19 2010
El Campeonato Argentino de Menores de 19 años de 2010 fue un torneo para los seleccionados M19 de las uniones regionales afiliadas a la Unión Argentina de Rugby. El torneo se llevó a cabo entre el 16 de octubre y el 13 de noviembre de 2010, disputándose en conjunto con el Campeonato Argentino M18 de 2010 y organizando las zonas y encuentros de acuerdo a sus equivalentes en la categoría menor.
A partir de esta temporada, la segunda y tercera división del campeonato (Zona Ascenso y Zona Estímulo, respectivamente) pasaron de disputarse solamente en la categoría M19 a disputarse en la categoría M18, la cual definió las posiciones definitivas y el intercambio de plazas. Este intercambio permitió que los equipos que lograran el ascenso en una temporada puedan competir de la Zona Campeonato en la temporada siguiente.  
La Unión de Rugby de Buenos Aires se quedó con el campeonato al vencer 24-19 en la final a la Unión Cordobesa de Rugby en la cancha auxiliar del Estadio Olímpico de Córdoba, recinto que ese mismo mes pasó a ser conocido por su nombre actual, el Estadio Mario Alberto Kempes. Los tries en la final fueron marcados por Manuel Montero (2), Brian Ormson, Marcelo Gómez Zapiola y Juan Lamas para las Águilitas, mientras que para los Doguitos anotaron Rodrigo Ponce de León y Gastón Baronetto.
No hubo puntos bonus durante esta temporada, los empates se decidieron a través del sistema olímpico.

## Equipos participantes
Participaron de este torneo las selecciones de las ocho uniones provinciales clasificadas a la Zona Campeonato del Campeonato Argentino M18 de 2010.
| División                  | Equipo       | Unión                          |
| ------------------------- | ------------ | ------------------------------ |
| Zona Campeonato 8 equipos | Buenos Aires | Unión de Rugby de Buenos Aires |
| Zona Campeonato 8 equipos | Córdoba      | Unión Cordobesa de Rugby       |
| Zona Campeonato 8 equipos | Cuyo         | Unión de Rugby de Cuyo         |
| Zona Campeonato 8 equipos | Entre Ríos   | Unión Entrerriana de Rugby     |
| Zona Campeonato 8 equipos | Rosario      | Unión de Rugby de Rosario      |
| Zona Campeonato 8 equipos | Salta        | Unión de Rugby de Salta        |
| Zona Campeonato 8 equipos | Santa Fe     | Unión Santafesina de Rugby     |
| Zona Campeonato 8 equipos | Tucumán      | Unión de Rugby de Tucumán      |

## Zona 1
| Pos. | Equipos    | Partidos | Partidos | Partidos | Tantos | Tantos | Tantos | Pts. |
| Pos. | Equipos    | G        | E        | P        | PF     | PC     | DP     | Pts. |
| ---- | ---------- | -------- | -------- | -------- | ------ | ------ | ------ | ---- |
| 1.°  | Córdoba    | 3        | 0        | 0        | 65     | 53     | +12    | 12   |
| 2.°  | Tucumán    | 2        | 0        | 1        | 63     | 35     | +28    | 8    |
| 3.°  | Entre Ríos | 1        | 0        | 2        | 42     | 47     | -5     | 4    |
| 4.°  | Santa Fe   | 0        | 0        | 3        | 57     | 92     | -35    | 0    |

|  | Clasifica a la final |

| 16 de octubre | Tucumán | 10 - 16 | Córdoba | Natación y Gimnasia, Tucumán           |                                        |
|               |         | Reporte |         | Árbitro(s): Emilio Traverso (Santa Fe) | Árbitro(s): Emilio Traverso (Santa Fe) |

| 16 de octubre | Entre Ríos | 22 - 15 | Santa Fe | CA Estudiantes, Paraná                      |                                             |
|               |            | Reporte |          | Árbitro(s): Juan Hernán Sylvestre (Rosario) | Árbitro(s): Juan Hernán Sylvestre (Rosario) |

| 23 de octubre | Santa Fe | 6 - 33  | Tucumán | Club La Salle Jobson, Santa Fe           |                                          |
|               |          | Reporte |         | Árbitro(s): Joaquín Otaño (Buenos Aires) | Árbitro(s): Joaquín Otaño (Buenos Aires) |

| 23 de octubre | Entre Ríos | 7 - 12  | Córdoba | CA Estudiantes, Paraná                  |                                         |
|               |            | Reporte |         | Árbitro(s): Martín Isola (Buenos Aires) | Árbitro(s): Martín Isola (Buenos Aires) |

| 30 de octubre | Tucumán | 20 - 13 | Entre Ríos | Natación y Gimnasia, Tucumán      |                                   |
|               |         | Reporte |            | Árbitro(s): Osvaldo Cuello (Cuyo) | Árbitro(s): Osvaldo Cuello (Cuyo) |

| 30 de octubre | Córdoba | 37 - 36 | Santa Fe | Córdoba Athletic Club, Córdoba     |                                    |
|               |         | Reporte |          | Árbitro(s): Carlos Poggi (Rosario) | Árbitro(s): Carlos Poggi (Rosario) |

## Zona 2
| Pos. | Equipos      | Partidos | Partidos | Partidos | Tantos | Tantos | Tantos | Pts. |
| Pos. | Equipos      | G        | E        | P        | PF     | PC     | DP     | Pts. |
| ---- | ------------ | -------- | -------- | -------- | ------ | ------ | ------ | ---- |
| 1.°  | Buenos Aires | 3        | 0        | 0        | 76     | 21     | +55    | 12   |
| 2.°  | Rosario      | 2        | 0        | 1        | 86     | 37     | +49    | 8    |
| 3.°  | Cuyo         | 1        | 0        | 2        | 49     | 89     | -40    | 4    |
| 4.°  | Salta        | 0        | 0        | 3        | 34     | 98     | -64    | 0    |

|  | Clasifica a la final |

| 16 de octubre | Buenos Aires | 44 - 0  | Cuyo | Universitario LP, La Plata             |                                        |
|               |              | Reporte |      | Árbitro(s): Ramiro García Gamero (Sur) | Árbitro(s): Ramiro García Gamero (Sur) |

| 16 de octubre | Rosario | 41 - 13 | Salta | Old Resian Club, Rosario                       |                                                |
|               |         | Reporte |       | Árbitro(s): Maximiliano Miranda (Buenos Aires) | Árbitro(s): Maximiliano Miranda (Buenos Aires) |

| 23 de octubre | Salta | 10 - 19 | Buenos Aires | Jockey Club, Salta                    |                                       |
|               |       | Reporte |              | Árbitro(s): Patricio Padrón (Tucumán) | Árbitro(s): Patricio Padrón (Tucumán) |

| 23 de octubre | Rosario | 34 - 11 | Cuyo | Jockey Club, Rosario                     |                                          |
|               |         | Reporte |      | Árbitro(s): Fernando Rodríguez (Córdoba) | Árbitro(s): Fernando Rodríguez (Córdoba) |

| 30 de octubre | Buenos Aires | 13 - 11               | Rosario | CUBA, Villa de Mayo                     |                                         |
|               |              | Reporte p.132 Reporte |         | Árbitro(s): Daniel Borsarelli (Córdoba) | Árbitro(s): Daniel Borsarelli (Córdoba) |

| 30 de octubre | Cuyo | 38 - 11 | Salta | CPBM, Luján de Cuyo                   |                                       |
|               |      | Reporte |       | Árbitro(s): Patricio Padrón (Tucumán) | Árbitro(s): Patricio Padrón (Tucumán) |

## Final
La Unión Cordobesa de Rugby ganó el sorteo por la localía de la final. La sede elegida fue la cancha auxiliar del Chateau Carreras en la ciudad de Córdoba.
| 13 de noviembre | Córdoba | 14 - 29 | Buenos Aires | Chateau Carreras (Anexo), Córdoba  |                                    |
|                 |         | Reporte |              | Árbitro(s): Claudio Antonio (Cuyo) | Árbitro(s): Claudio Antonio (Cuyo) |

|                      |
| Buenos Aires Campeón |